# Национальный парк верхнего Нигера
Национальный парк верхнего Нигера — национальный парк в Гвинее в истоках реки Нигер. Парк был образован в 1997 году. Территория охраняется рамсарской конвенцией, в 2002 году получила статус биосферного резервата.

## Физико-географические характеристики
Парк расположен в восточной низменности на плоском гранитном плато. Территория парка питается водами рек Ниантан и Мафу. Первая течёт на восток, а вторая протекает с Гвинейского высокогорья на север, в северо-восточной части резервата реки сливаются образуя Нигер.
Средний годовой уровень осадков составляет 1500—1700 мм.

## Взаимодействие с человеком
Лесной резерват Мафу был образован в 1954 году. Именно он стал ядром образованного в 1997 году национального парка верхнего Нигера. В 2002 году национальный парк и его окрестности были включены во всемирную сеть биосферных резерватов.
В базе данных всемирной сети биосферных резерватов указаны следующие координаты заповедника: 10°50′ с. ш. 9°50′ з. д.. Согласно концепции зонирования резерватов общая площадь территории, которая составляет 6470 км², разделена на три основные зоны: ядро — 554 км², буферная зона — 3641 км², зона сотрудничества — 2275 км². Ядро резервата включает в себя территорию национального парка (524 км²). Вокруг неё расположена зона контролируемой охоты площадью 1568 км². Эта территория окружена сетью дорог, соединяющих населённые пункты Куруса (непосредственно на восточной границе парка), Banfélé, Фарана, N’Déma и Cisséla. Именно она территория охраняется программой BirdLife International.
На территории резервата проживает около 4 тысяч человек, причём ядро резервата является необитаемым.

## Флора и фауна
Национальный парк представляет собой нетронутую саванну, леса и широкие реки. Этот уникальный природный ландшафт — единственный сохранившийся во всей западной Африке. В лесах преобладают Chlorophora excelsa, Erythrophleum guineense, Nauclea latifolia, Nauclea pobeginii, Pterocarpus santalinoides, Syzygium guineense и Vitex doniana. Растительный мир саванны представлен Afrormosia laxiflora, Combretum glutinosum, Danniellia oliveri, Annona senegalensis, Pterocarpus erinaceus, Lophira lanceolata и Uapaca togoensis, местами встречаются густые заросли Isoberlinia doka и Isoberlinia dalzielli. На полях преобладают Andropogon gayanus, Hyparrhenia и Imperata cylindrica.
На территории парка обитает около 300 видов птиц, работает проект по восстановлению популяции шимпанзе, проводится мониторинг таких видов, как Trichechus senegalensis и Arius gigas.